# 余国琮
余国琮（1922年11月18日—2022年4月6日），男，籍贯广东台山，生于广州，中国化学工程专家，曾任天津大学教授、化工学院名誉院长、化学工程研究所名誉所长，精馏技术国家工程研究中心技术委员会主任，《中国化学工程学报》主编。

## 生平
父亲余慈和曾留学日本读商科，后在广州经商。余国琮早年先后就读于坤仪学校、广州市立第七十三小学、广州市立第二中学（后并入市一中）。1938年10月，广州被日本侵占，全家迁至香港，入香港知用中学借读。1939年考入西南联合大学化工系，1943年毕业。1945年获美国密歇根大学硕士学位，1947年获美国匹兹堡大学博士学位。并留校任教。1950年8月，以到香港探亲为名，避开美国阻挠而回国。回国后应北方交通大学校长茅以升之邀，到该校唐山工学院刚成立的化工系任教授、系主任。1952年，因院系调整，随系转入天津大学化工系。1953年加入中国民主促进会。1991年当选为中国科学院学部委员（院士）。
2022年4月6日，在天津病逝，享嵩壽100岁。